# 大西国光
大西 国光（おおにしくにみつ）は、日本の起業家であり、発明家である。徳島県生まれ。 
おもな発明品に、世界初レジスターの警報装置「セキュリティキャット」の開発 、特許取得。POSレジからの売上分析ソフトの開発。

## 経歴
- 1993年6月20日 - 有限会社OKトータルサービスを設立[1]。
- 2002年 - 本社を豊橋市佐藤4丁目へ移転[1]。
- 2004年5月20日 - 特開2004-145391 キャッシュレジスタにおける盗難防止装置公開[2]。
- 2005年 - 世界初キャッシュレジスターにおける盗難防止システムの特許取得。
- 2008年 - 世界初キャッシュレジスターにおける盗難防止装置の特許取得。
- 2008年 - 経済産業省新連携事業に認定。
- 2009年 - 「セキュリティキャット2号機」を発売開始[1]。
- 2021年5月28日 - セキュリティキャット3号機発売および自動ロック・顔認証連動システムの特許認定[3]。